# William Campbell Gault
Pour les articles homonymes, voir Gault.
Œuvres principales
- Faut pas s’attendrir
- Les écolos sont des pigeons !

William Campbell Gault (Milwaukee, Wisconsin, 9 mars 1910 - Santa Barbara, Californie, 27 décembre 1995) est un écrivain de romans policiers et de romans sportifs pour la jeunesse.

## Biographie
William Campbell Gault commence à écrire en 1936 des nouvelles pour les Pulps. Il écrit suivant la demande des lecteurs des histoires policières, de science-fiction, sportives, d’amour, de western. Elles sont publiées dans Adventure, Dime Detective Magazine, Sartling Stories, Popular Detective, Popular Sport, Black Mask… puis Argosy, Ellery Queen's Mystery Magazine, Saint Detective Magazine (en), Alfred Hitchcock's Mystery Magazine… Il en écrit plus de 300 en utilisant à la demande des éditeurs les pseudonymes de Dial Forest, Roney Scott, Ray P. Shotwell.
En 1952, il publie ses premiers romans sportifs pour la jeunesse principalement sur les sports automobiles et le football américain, mais aussi sur le golf et le hockey sur glace. Il en fait paraître une trentaine. Il écrit également ses deux premiers romans noirs : Don’t Cry for Me qui remporte l’Edgar du meilleur premier roman d'un auteur américain et The Bloody Bokhara.
En 1953, il crée un personnage, Joe Puma, détective privé dans le roman Shakedown, signé du pseudonyme Roney Scott. Joe Puma est présent dans 6 romans et 8 nouvelles.
En 1955, il crée un autre personnage, Brock Callahan, un ancien joueur de football américain qu'une blessure au genou a contraint à réorienter sa carrière pour devenir un détective. Il est le héros de 14 romans et d’une nouvelle. The New York Times a qualifié Brock Callahan comme « sûrement l'un des détectives privés majeurs créés dans la fiction américaine depuis Philip Marlowe. »
D’autres héros apparaissent dans quelques nouvelles : Mortimer Jones, Saunders « Sandy » McKane et Pierre Apoyan.
De 1963 à 1980, William Campbell Gault cesse d’écrire des romans policiers et se consacre aux romans sportifs pour la jeunesse, ces derniers se vendant mieux que les histoires policières.
Il revient au roman noir en 1980, avec The Bad Samaritan.
Joe Puma et Brock Callahan se retrouvent dans le roman The Cana Diversion, le second enquêtant sur la mort du premier. Ce roman est récompensé par le Private Eye of America Shamus du meilleur roman original.
En 1984, il reçoit le Lifetime Achievement Award attribué par l'association The Private Eye Writers of America pour l’ensemble de sa carrière. Ses romans sont traduits dans quatorze langues.

## Œuvre

### Romans

#### Série policièreJoe Puma
1. Shakedown (1953), première édition signée du pseudonyme Roney Scott
2. End of a Call Girl ou Don't Call Tonight (1958)
3. Night Lady (1958) Publié en français sous le titre La Prise du boa, Paris, Gallimard, Série noire no 565, 1960 ; réédition, Paris, Gallimard, Carré noir no 536, 1985
4. Sweet Wild Wench (1959)
5. The Wayward Widow (1959)
6. Million Dollar Tramp (1960) Publié en français sous le titre Une riche nature, Paris, Gallimard, Série noire no 639, 1961
7. The Hundred Dollar Girl (1961)

#### Série policièreBrock Callahan
1. Ring Around Rosa ou Murder In The Raw (1955) Publié en français sous le titre Où peut se cacher Rosa ?, Paris, Fayard, L'Aventure criminelle no 91, 1960
2. Day of The Ram (1956)
3. The Convertible Hearse (1957)
4. Come Die With Me (1959)
5. Vein of Violence (1961)
6. County Kill (1962)
7. Dead Hero (1963) Publié en français sous le titre Le Dernier Paladin, Paris, Gallimard, Série noire no 880, 1964
8. The Bad Samaritan (1982) Publié en français sous le titre Le Méchant Samaritain, Paris, Gallimard, Série noire no 1948, 1984
9. The Cana Diversion (1982) Publié en français sous le titre Les écolos sont des pigeons !, Paris, Gallimard, Série noire no 1951, 1984
10. Death In Donegal Bay (1984)
11. The Dead Seed (1985)
12. The Chicano War (1986)
13. Cat and Mouse (1988)
14. Deaf Pigeon (1992)

#### Autres romans policiers
- Don't Cry For Me (1952) Publié en français sous le titre Faut pas s’attendrir, Paris, Presses de la Cité, Un mystère no 141, 1953
- The Bloody Bokhara ou The Bloodstained Bokhara (1952) Publié en français sous le titre La Clé sous le tapis, Paris, Gallimard, Série noire no 195, 1954
- The Canvas Coffin (1953) Publié en français sous le titre Le Suaire enchanté, Paris, Gallimard, Série noire no 189, 1954
- Blood on the Boards (1953)
- Run, Killer, Run (1954) Publié en français sous le titre Il court, il court…, Paris, Gallimard, Série noire no 912, 1965
- Square in the Middle (1956)
- Fair Prey (1956), signé Will Duke
- Phantom (1957)
- Death Out of Focus (1959) Publié en français sous le titre Tueur d’étoiles, Paris, Gallimard, Série noire no 573, 1960
- The Sweet Blonde Trap (1959)

### Recueils de nouvelles
- Marksman ans Other Stories (2003), anthologie posthume
- Joe Pume, P.I. (2010), anthologie posthume

### Nouvelles

#### SérieJoe Puma
- The Unholy Three (1956)
- Deadly Beloved (1956)
- Don't Crowd Your Luck (1957) Publié en français sous le titre Une ressemblance frappante, Paris, Opta, Mystère magazine no 192, janvier 1964
- Death of a Big Wheel (1957)
- No Client of Mine (1957)
- Stolen Star (1957) Publié en français sous le titre Une minette à la redresse, Paris, Opta, Choc Suspense no 4, janvier – mars 1968
- Take Care of Yourself (1957)

#### SérieBrock Callahan
- April in Peril (1986)

#### SérieSaunders «Sandy» McKane
- Hibiscus and Homicide (1947)

#### SérieMortimer Jones
- Hot-House Homicide (1946)
- The Cold, Cold Ground (1947)
- A Murder For Mac (1947)
- The Constant Shadow (1947)
- The Case of the Sleeping Beauty (1947)
- Red Runaround (1948)

#### SériePierre Apoyan
- The Kerman Kill (1987)

#### Autres nouvelles
- Hell-Driver’s Partnership (1937)
- Mercury on Wheels (1938)
- Million to One Chauffeur (1938)
- Mercury’s Madman (1939)
- Net Hawk (1939)
- Nerve of a Golfer (1939)
- Dirt Track Dilemma (1939)
- The Hope Runner (1939)
- Star for a Day (1940), en collaboration avec Larry Sternig
- Agent for Murder (1940)
- Pub Problem (1940)
- Cycle Suicide (1940), en collaboration avec Larry Sternig
- Marksman (1940)
- Nobody Wants to Kill (1940)
- Picture of Doom (1940)
- Political Halfback (1940)
- Dirt Track Decoy (1941)
- Sweet Chariot (1941)
- The Battler’s Last Fight (1942)
- Suicide Schedule (1942)
- Murder Comes High (1942)
- The Door to Hell (1942)
- Hell on Wheels (1942)
- I'll See You in Hell! (1942)
- The Last Round (1942)
- Four Kings and a Jack (1942)
- The Golden Web (1942)
- Dark the Night (1943)
- The Corpse Wore Gloves (1943)
- The Million Dollar Grudge (1943)
- The Man Who Died Too Often (1943)
- Money Is the Motive (1943)
- Kid Fix (1943)
- A Dilemma for Danny (1943)
- Dead Man's Hand (1943)
- The Weak's Wages-Death (1944), en collaboration avec Larry Sternig
- Shadows In the Night (1945)
- Claiming Race (1946)
- Dust In the Afternoon (1946)
- Brick Road to Glory (1946)
- Read Leather Herring (1946)
- Assassin Anonymous (1946)
- Five-Star Filly (1946)
- They'd Die For Linda (1946)
- Whistler's Mudder (1946)
- Dick-Track Thunder (1946)
- A Kayo For Dutch (1946)
- My Brother Johnny (1947)
- Hell on Brick (1947)
- No Weeds for the Widow (1947)
- Two Biers for Buster (1947)
- Pick-Up (1947)
- Pale Hands I Loathed (1947)
- Hail the Carnical Punk! (1947)
- The Man in the Street (1947)
- Gallery-Shy (1947)
- One Mile From Home (1947)
- Wheels of Fortune (1947)
- Give a Man a Horse (1947)
- The Girl Next Door (1947)
- Sucker Fight (1947)
- A Tombstone for Taro (1947)
- Dead-End Road (1948)
- The Heart Guy (1948)
- Farewell Fight (1948)
- Satan's Children (1948)
- Waikiki Window (1948)
- Nightfall (1948)
- Home to Die (1948)
- Mercury Melody (1948)
- The Table Staker (1948)
- White Hands I Fear! (1948)
- Ringside Stuff (1948)
- Don't Bet on Death (1948)
- Fallen Star (1948)
- The Man Who Couldn't Die! (1948)
- Slug the Man Down! (1948)
- Butcher Boy (1948)
- The Long Arm (1948)
- Suicide Special (1948)
- Blood for the Murder Master! (1949)
- Last Challenge (1949)
- The Longest Count (1949)
- Iron Heart (1949)
- What Do You Want - Blood? (1949)
- A Colt For the Carlton (1949)
- Send Me Your Killers! (1949)
- The Hard Way (1949)
- The Way to Glory (1949)
- Thunder Rider (1949)
- Return to Terror (1949)
- Match Point (1949)
- Say It With Punches (1949)
- Redhead, Say Dead! (1949)
- Slay You in My Dreams (1949)
- Suicide Mitts (1949)
- Dog Eat Dog! (1950)
- Furlong of Fury (1950)
- A Time to Kill (1950)
- White Line Raider (1950)
- Home Is Where the Corpse Is (1950)
- The Cackle Bladder ou The Corpse and the Cackle Bladder (1950) Publié en français sous le titre Le Coup de la baudruche, Paris, Opta, Mystère magazine no 180, janvier 1963
- Calamity Back (1950)
- Death Is My Shadow (1950)
- Calamity Mitts (1950)
- Chop-'Em-Down Kid (1950)
- The Last Count (1950)
- So Grave So Deep (1950)
- Thunder Foot (1950)
- Little Mr. Murder (1950)
- Satan Protege (1950)
- So Dead, My Love! (1950)
- See No Evil ou See No Murder (1950) Publié en français sous le titre Préjudices, Paris, Polar no 2, janvier 1991
- Blocking Brother (1950)
- Tinsel Tailback (1950)
- Wake For a Warrior (1950)
- Death Watch (1950)
- Furlong of Fear (1950)
- The Thunder Road (1950)
- Dead-End for Delia (1950)
- Ace in the Hole (1951)
- None But the Lethal Heart (1951)
- Murderer's Way (1951)
- And Murder Makes Four! (1951) Publié en français sous le titre Quatre de chute, dans Histoires à dormir debout, Paris, Gallimard, Série noire no 2177, 1989
- Let's Do It Again! (1951)
- Birdie in Hand (1951)
- Star Bust (1951)
- Murder Car (1951)
- Sunday's Dust (1951)
- Thunder Stretch (1951)
- This Way to Mars (1951)
- Cloud Over Elysium (1951)
- The Last Big Yard (1951)
- Long Shot (1952)
- There's Got to Be an Angel (1952)
- The Crowd Screamed (1952)
- The Wrong Kind of Boy (1953)
- Racing Fever (1953)
- The Bleeding Heart (1953)
- Sweet Rolls and Murder (1953) Publié en français sous le titre Des brioches pour le commissaire, Paris, Fayard, Le Saint détective magazine no 6, août 1955
- Night Work (1954) Publié en français sous le titre Service de nuit, Paris, Fayard, Le Saint détective magazine no 1, mars 1955
- The Sacrificial Lamb (1955) Publié en français sous le titre L’Agneau du sacrifice, Paris, Fayard, Le Saint détective magazine no 15, mai 1956
- Who's Buying Murder? (1955)
- Percentage Boy (1956)
- Kill If You Have To (1956)
- Be Smart, Really Smart (1956) Publié en français sous le titre Sois régulier… sois régulier, Paris, Fayard, Le Saint détective magazine no 37, mars 1958
- I'll Be Waiting (1957)
- Conspiracy (1957)
- Blood of the Innocent (1957) Publié en français sous le titre Le Sang de l’innocent, Paris, Fayard, Le Saint détective magazine no 46, décembre 1958
- Don't Call Tonight (1957)
- Million Dollar Gesture (1958) Publié en français sous le titre Un geste d’un million de dollars, Paris, Opta, Alfred Hitchcock magazine no 43, 1964
- Hero of Destiny (1970)
- The Sister (1994)
- An Ordinary Man (1996)

#### Nouvelles signées Roney Scott
- Power of Love (1937), en collaboration avec Larry Sternig
- Romantic Rogue (1937)
- Danger Curves (1938)
- Death Has Yellow Eyes (1942)
- Touchdown Tornado (1948)
- Never Marry Murder! (1949)
- Heartbreak Fairway (1950)
- Hot-Rod Homicide (1950)
- Fury Yard (1952)

## Adaptations
Les romans et nouvelles de William Campbell Gault n'ont pas été adaptés au cinéma et à la télévision, hormis deux exceptions.
Une tentative d’écriture d’une série télévisée Adventure Showcase à partir du personnage de Brock Callahan. Un épisode « pilot » est réalisé par Don Siegel en 1959, sans qu’il y ait de suite.
Sa nouvelle Dead-end for Delia, publiée en novembre 1950 dans Black Mask, est adaptée par l’auteur et réalisé, en 1993, par Phil Joanou avec le titre éponyme. C’est le premier épisode de la saison 1 de la série télévisée Fallen Angels.